# Доргартен, Хендрик
Хендрик Доргартен (нем. Hendrik Dorgathen; род. 1957, Мюльхайм-ан-дер-Рур) — современный немецкий художник и график, иллюстратор и автор комиксов.

## Жизнь и творчество
Х.Доргартен родился в индустриальной Рурской области на западе ФРГ. После окончания средней школы он изучает в Дуйсбургском университете лютеранскую теологию, искусство и педагогику. В 1983 он переходит в эссенскую Высшую школу на специальность «дизайн и коммуникация». Работая иллюстратором, художник сотрудничает с такими крупными периодическими изданиями, как New York Times, Die Zeit, журнал Geo, FAZ и многие другие. В 2003 году он становится профессором в области иллюстрирования и комикса в Высшей школе искусств Касселя. Помимо своей деятельности как иллюстратор, Х.Доргартен создаёт многочисленные сборники комиксов и мультипликационные фильмы, работает на музыкальной студии MTV, участвует в театральных постановках и перфомансах, в дизайнерских работах для Expo 2000 в Ганновере и Смитсонианского института в Вашингтоне, США.
Выставки работ Х.Доргартена проходили в различных городах Германии (осенью 2012 года обширная экспозиция произведений художника демонстрировалась в его родном городе Мюльхайм-ан-дер-Рур, в «Музее-у-Почты»), а также в Израиле (1999), Турции (2000), Италии (2003) и др. Х.Доргартен был награждён рядом премий в области искусства: Рурской премией в области искусства и науки (1991), Премией Макса-и-Морица (1994), Премией салона комикса и плаката (1992 и 1994).

## Избранные сборники комиксов
- Präpostfluxoflex, 1992 ISBN 3-551-02815-X
- Spacedog, 1993, aktuelle Ausgabe 2009 ISBN 1-584-23365-6
- Triebwerk 1: Alte Götter — Neue Götter, 2005 ISBN 3-833-43277-2
- SLOW, 2008 ISBN 3-037-31032-4

## Дополнения
- Официальный сайт Х.Доргартена